# Šentpeterski Grad
Šentpeterski Grad (nemško Eppersdorf) je naselje v Občini Mostič v Okraju Šentvid ob Glini na Koroškem v Avstriji.